# Al-Bida asz-Szarkijja
Al-Bida asz-Szarkijja (arab. البدع الشرقية, Al-Bidaʿ ash-Sharqiyyah) – osada położona w Katarze, w prowincji Ad-Dauha.